# Église San Francesco Grande

L'église de San Francesco Grande est un édifice religieux catholique de Pavie, en Lombardie.

## Histoire
Selon la tradition, la première communauté franciscaine s'est installée dans la ville par la volonté expresse de saint François d'Assise deux ans avant sa mort. Laissant de côté la tradition, dont nous n'avons aucune preuve documentaire, nous ne savons pas exactement quand l'église a été fondée, bien que, de la même manière que ce qui s'est passé à Milan, probablement, la première communauté franciscaine s'est installée dans la ville vers la fin de la deuxième décennie. du XIIIe siècle. Initialement, les frères se sont installés dans une église dédiée à la Madone, située à l'extérieur des murs de la ville, où ils sont encore signalés dans un document daté de 1234, et en 1267  la construction de l'église intra-muros a commencé, l'église actuelle de Saint Francesco Grande. La construction du nouveau bâtiment progressa très lentement, étant donné que, malgré les nombreuses donations, l'église et le couvent voisin pouvaient être considérés comme presque achevés en 1298, lorsque les franciscains abandonnèrent définitivement le complexe suburbain qu'ils cédèrent aux carmélites. D'autres interventions dans l'appareil architectural et décoratif, comme la façade, ont eu lieu dans les premières décennies du XIVe siècle, il y a aussi des nouvelles d'une chapelle (actuellement dédiée à Sainte Agnès) construite en 1307, tandis que d'autres chapelles ont été ajoutées à partir à partir de 1339. Après la prise de Pavie en 1359, Galéas II a déplacé sa cour de Milan à Pavie et l'église a été choisie par le seigneur, puis par son fils Jean Galéas, pour abriter les sépultures des membres de la famille ou personnalités importantes. En fait, Isabelle de France, Carlo et Azzone (fils de Jean Galéas et Isabelle de France), le marquis Manfred V di Saluces, Balde de Ubaldis et, plus tard, Facino Cane ont été enterrés ici.

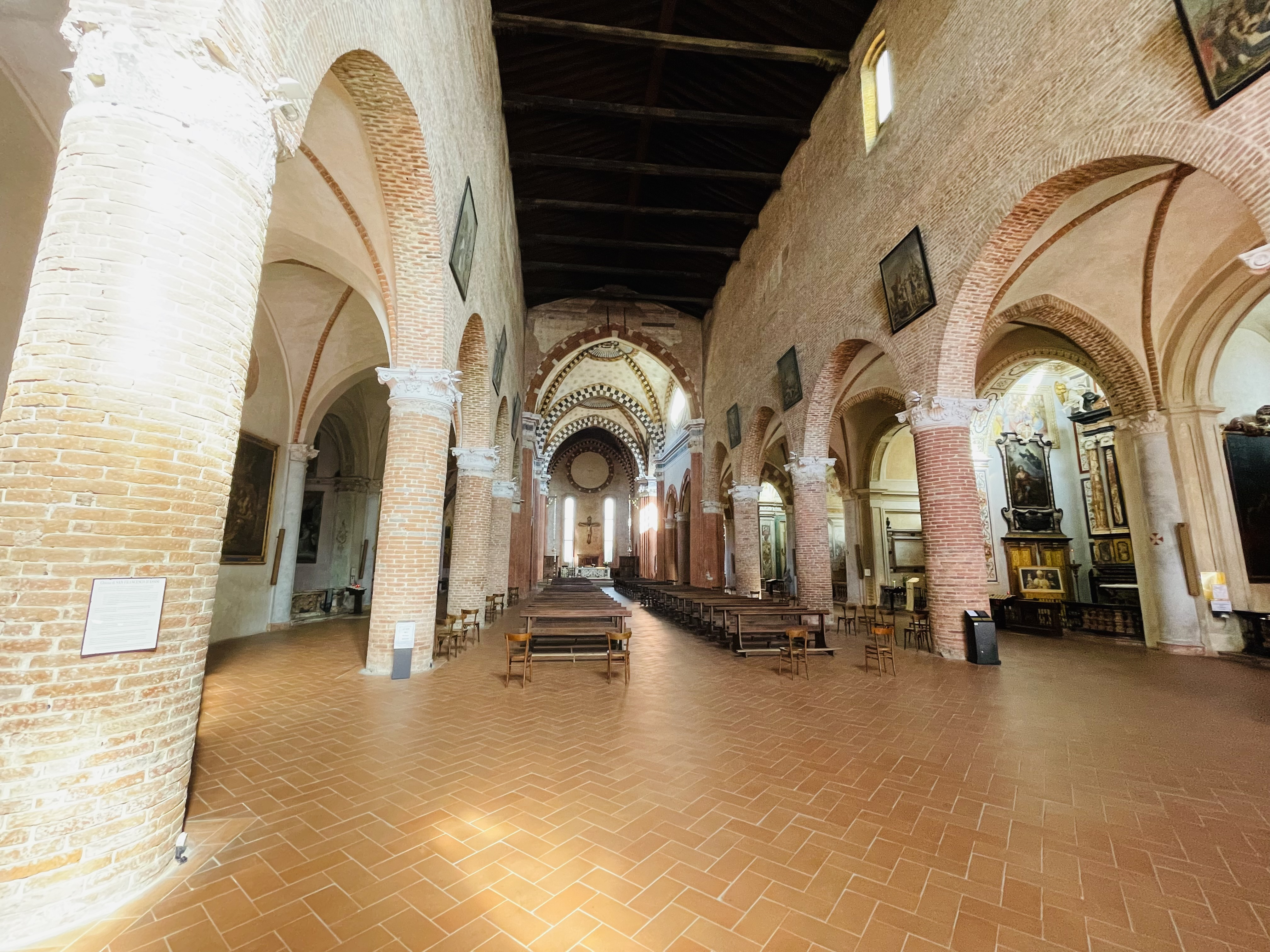
La nef centrale.

En outre, l'église a reçu des dons de personnalités de la cour des Visconti, comme en 1388, lorsque Ottone Mandelli a laissé aux franciscains trois bustes gothiques en cuivre repoussé et doré (toujours conservés dans l'église) contenant les reliques de Saint Apollonius, Saint Victor et Sainte Couronne, prise par Mandelli dans la forteresse de Canossa en 1381.
En 1739, l'église subit de lourdes transformations (l'intérieur de l'édifice fut plâtré et recouvert de stuc baroque) qui modifièrent son aspect d'origine, en partie retrouvé grâce aux restaurations entreprises entre la fin du XIXe siècle et le milieu du XXe siècle. À côté de l'église se dressait le couvent des Frères Mineurs Conventuels qui contenait trois grands cloîtres, démolis en 1708, pour la construction du nouveau complexe conventuel. Le couvent fut supprimé en 1781 par Joseph II, qui l'installa dans le Collège germano-hongrois, transformé plus tard en caserne, aujourd'hui siège du Collège Cairoli, tandis que l'église, à partir de 1805, devint paroisse et confiée au clergé séculier.

## Description

### Architecture

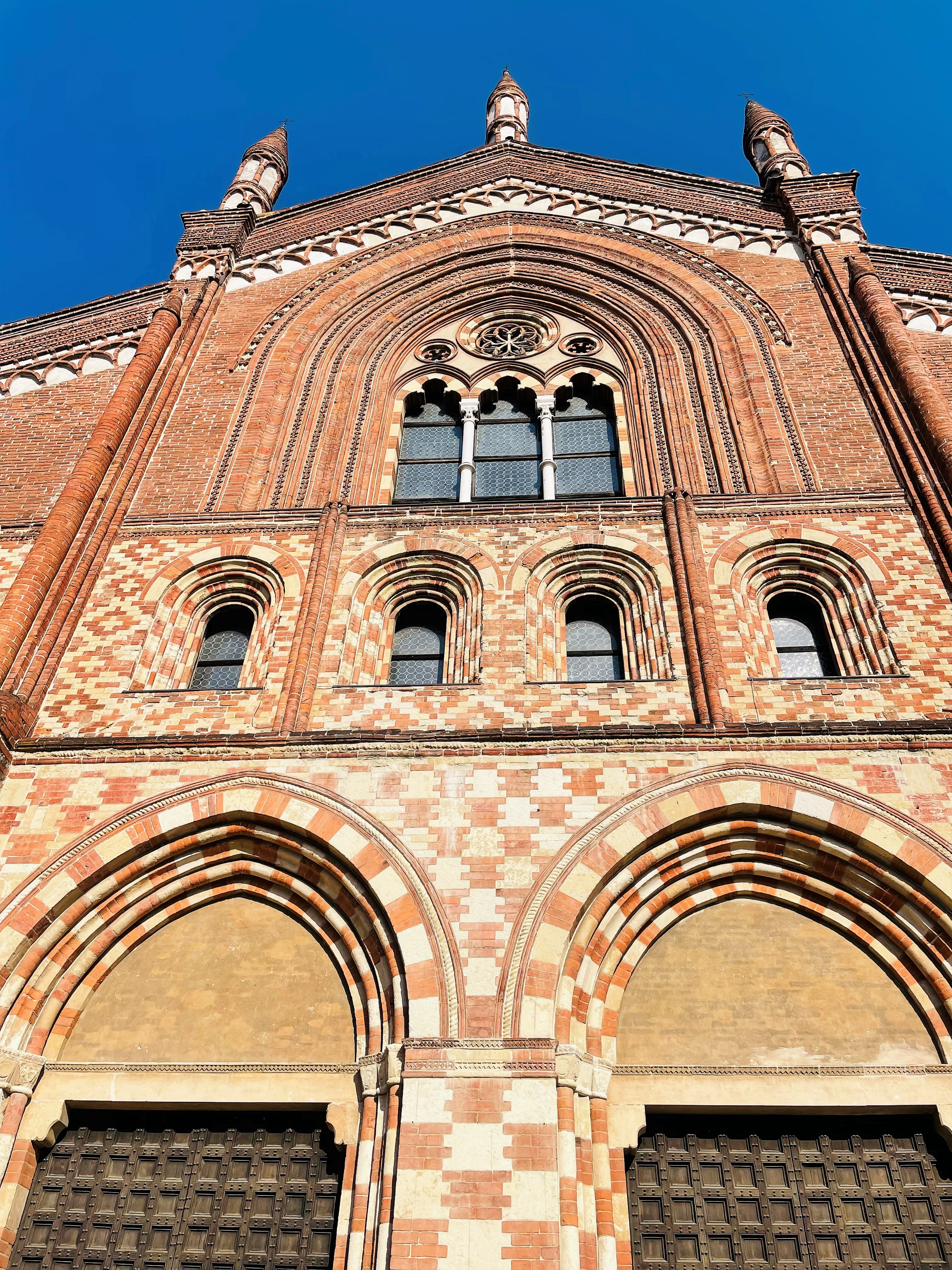
La façade.

L'église a un plan en croix latine, formé de deux corps de bâtiment: le premier, oriental, avec une croix grecque (à laquelle la chapelle de l'Immaculée Conception a été ajoutée au XVIIIe siècle, par Giovanni Ruggeri) et le second corps inséré dans le Croix grecque, qui se prolonge pour former le long bras de l'église, de manière à former une croix latine, qui se termine par la façade. Ce plan suit le modèle de l'architecture cistercienne du nord de l'Italie du XIIe siècle, qui comprend un transept en saillie sur lequel se trouvent deux chapelles et l'abside, toutes à terminaison rectiligne. La longueur du bâtiment est de 68 mètres. La structure de l'église a trois nefs. À l'intérieur on trouve une partie avant caractérisée par un toit en treillis sur des arcs en plein cintre (qui sont au nombre de 14) et une partie arrière avec une couverture nervurée blanche et rouge sur des arcs en ogive. Les voûtes, comme dans d'autres édifices contemporains des ordres mendiants, marquent la subdivision liturgique entre l'espace réservé aux religieux (la partie voûtée orientale) et celui réservé aux laïcs.
Les premières chapelles latérales sont construites à partir de 1307, lors de la création de celle de Sainte Agnés, suivies d'autres en 1339 et 1347. Le clocher, situé à côté de l'abside et orné de bandes d'arcatures en terre cuite, a été édifié dans la seconde moitié du XIIIe siècle.

### La façade
La façade, probablement construite entre la fin du XIIIe siècle et le début du XIVe siècle dans le style gothique, se caractérise par un effet décoratif construit sur le contraste entre le rouge de la brique et le blanc du grès. Elle présente, cas inhabituel en Italie, un double portail, selon le style français (généralement répandu dans le nord de l'Italie uniquement dans les portes urbaines, comme la Porta Nuova à Milan), dont les ouvertures sont entourées d'un décor bicolore avec des carrés. La partie intermédiaire est entièrement en brique et abrite une grande fenêtre à trois lumières. La partie supérieure des pentes est limitée par un décor d'arcatures en briques entrelacées sur fond clair.

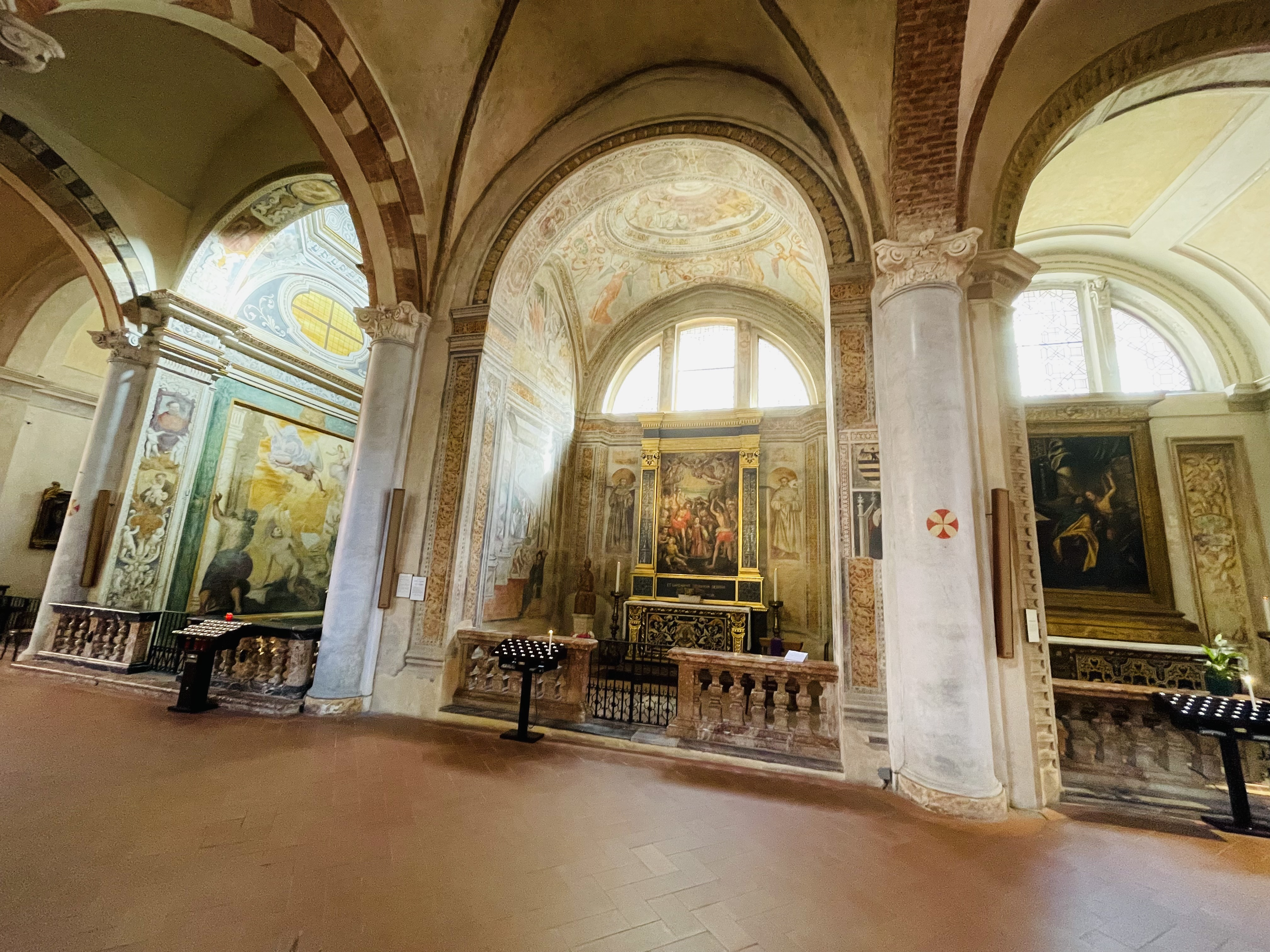
Quelques chapelles latérales.

Au-dessus du portail jumeau, il y a quatre fenêtres à simple lancette, tandis que dans la partie supérieure du secteur central de la façade, il y a une fenêtre à trois lumières, sous un arc en ogive. Juste au-dessus des fenêtres à lancette unique, la face du mur change une seconde fois, abandonnant la partition régulière en losange bicolore avec croix inscrites et l'alternance chromatique, en carrés, de la partie de la façade qui abrite le double portail, pour courir très régulièrement en rouge brique seulement égayé par le 'crépi blanc qui forme le fond des arcs suspendus et la blancheur du marbre de la grande fenêtre centrale à trois lumières sous l'arc. La scénographie de la façade atteint son apogée dans la réalisation du mur-rideau: avec la récupération de la charpente à arcs entrecroisés en parfaite unité avec l'ensemble du bâtiment, avec l'exaltation, par multiplication, du profil en rangées de losanges, avec la élévation élancée de cinq pinacles cylindriques transversaux, à deux fausses rangées de galeries superposées et à terminaison conique en simples assises de briques.

### Interne
Les chapelles latérales ont été ajoutées entre les XIVe et XVe siècles et abritent de nombreuses œuvres d'art. En partant de la droite vous trouverez:

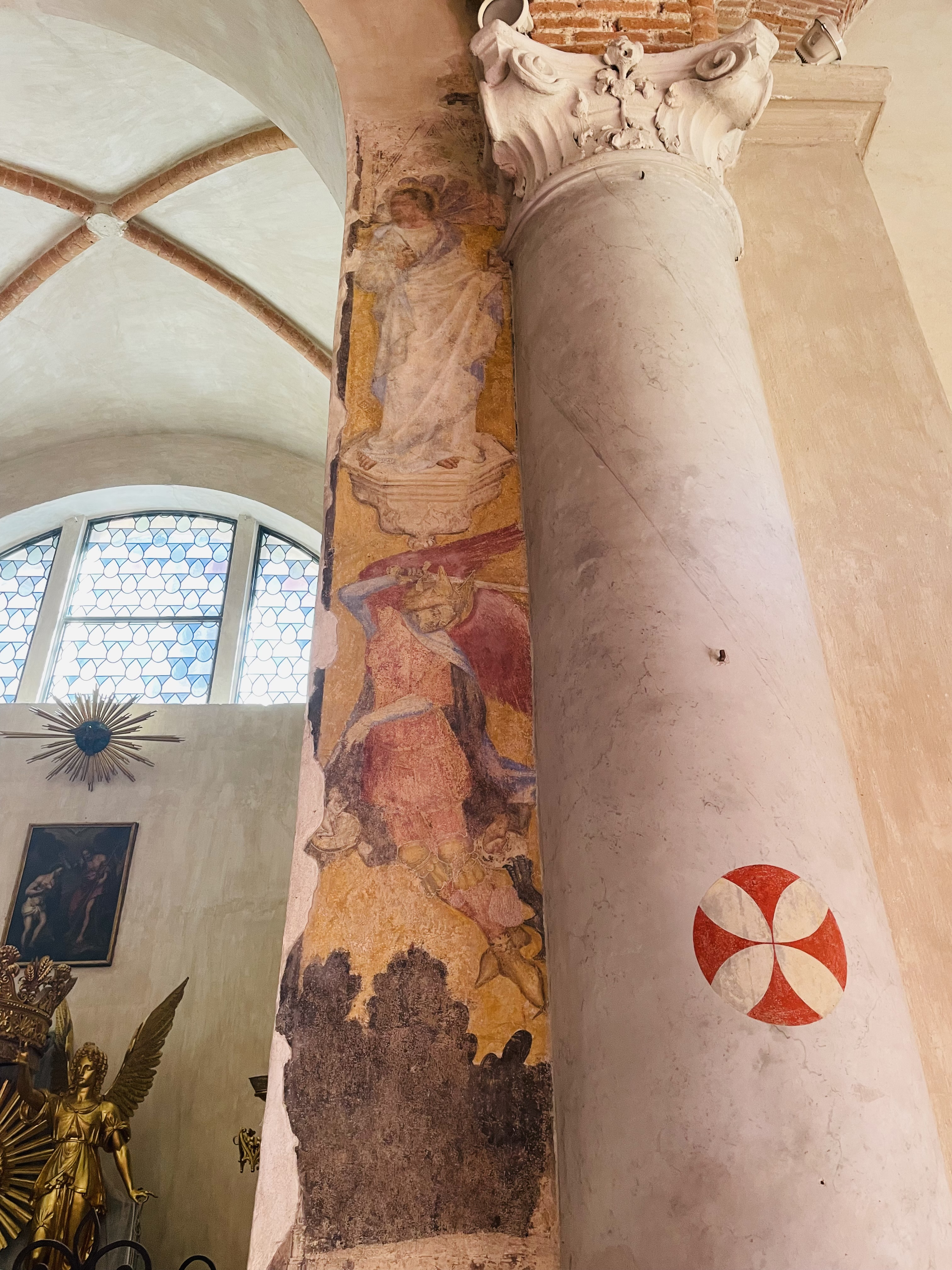
Première chapelle, côté droit, fresques de Giovannino de 'Grassi.

- Première chapelle, côté droit, fresques de Giovannino de 'Grassi.Chapelle I : construite entre 1392 et 1398 par Giorgio Rossi, elle a été décorée de fresques par Giovannino de 'Grassi, des traces de ces peintures se trouvent dans la croix de la nef (Symbole de l'évangéliste Jean et armoiries de Giovanni Rossi) et dans le prospectus de la chapelle (Saint Michel, Saint Barthélemy, Saint André[8]).
- Chapelle II : La chapelle a été consacrée en 1392 par un membre de la famille Rossi et conserve un retable avec Saint-Georges à cheval de Bernardino Ciceri (1650-1728).
- Chapelle III : conserve un tableau de Pietro Antonio Magatti représentant l'apparition de Saint François de Paule et un tableau de la fin du XVIe siècle avec le Martyre de Saint Étienne. Les deux toiles et les riches autels baroques en marbre proviennent de l'église supprimée de Saint François de Paule et ont été réalisés en 1727 lorsque les habitants de Pavie ont élu Saint François de Paule parmi les saints patrons de la ville.
- Chapelle IV : dédiée à l'origine à Saint Nicolas de Myre, elle a plutôt été nommée d'après Saint Matthieu par Matteo Beccaria, qui y a été enterré et qui a commandé le Retable avec Saint Matthieu de Vincenzo Campi (réalisé en 1588) placé sur l'autel. La lumière et le réalisme de l'œuvre de Campi ont été interprétés par la critique comme des précédents importants pour la future peinture du Caravage.
- Chapelle V : dédiée à Saint Agnés et Sainte Catherine d'Alexandrie conserve une toile avec le Martyre de Sainte Catherine d'Alexandrie de Camillo Procaccini et une avec le Martyre de Saint Barthélemy, de Giovanni Battista Tassinari de 1613.

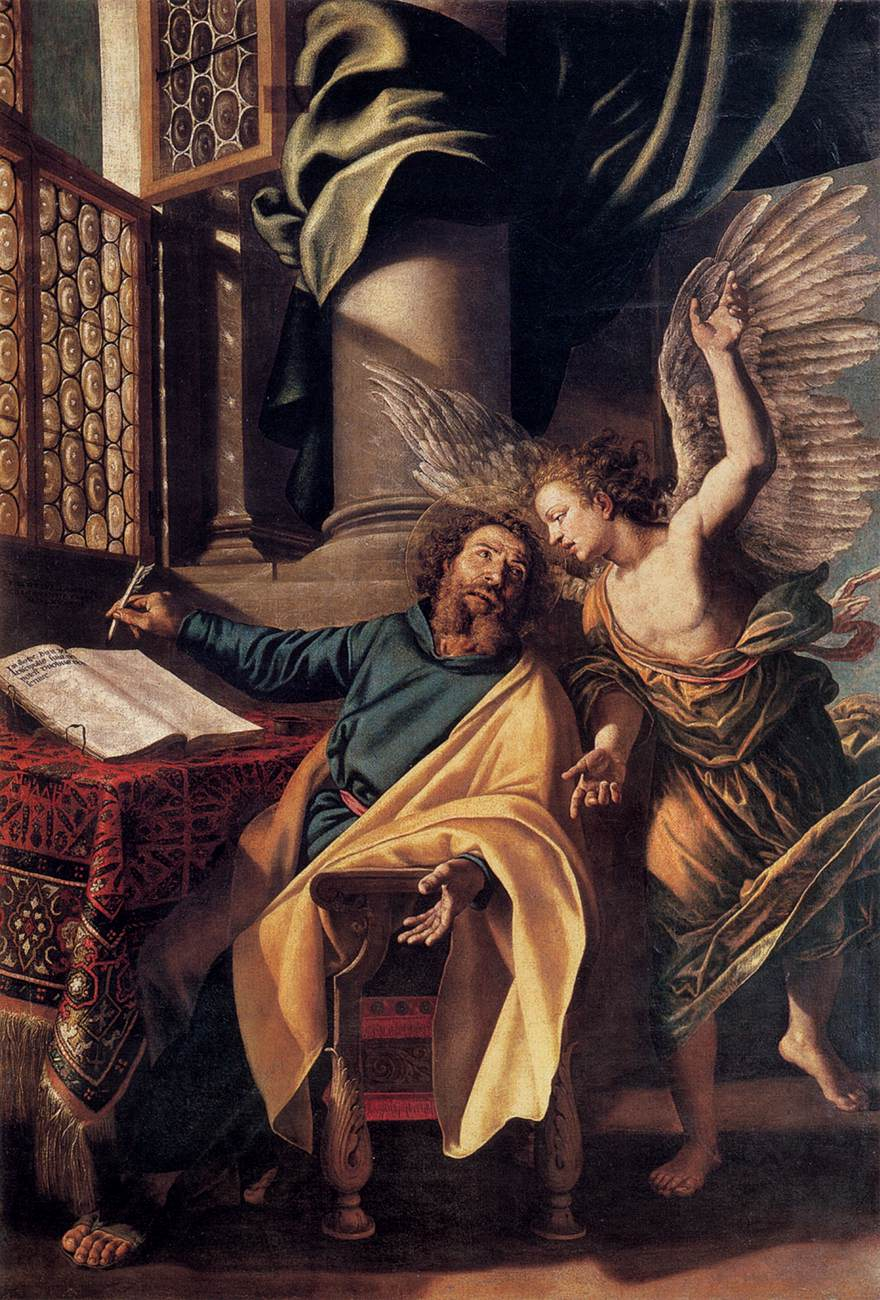
Vincenzo Campi, Retable avec saint Matthieu l'évangéliste, 1588

- Vincenzo Campi, Retable avec saint Matthieu l'évangéliste, 1588Chapelle VI : cette chapelle s'est enrichie au XIXe siècle de peintures et d'autels de l'église désacralisée de Saint François de Paule, elle conserve: un retable avec Saint François de Paule apparaît à Saint François de Sales de Carlo Sacchi et des toiles représentant Saint François de Paule guérit les infirmes de Pietro Gilardi et Un miracle de Saint François de Paule de Giovanni Antonio Cucchi.
- Chapelle VII : elle a été érigée en 1387 par l'aristocrate Pavese Filippo Landolfi, comme le rapporte une épigraphe placée à l'extérieur de la chapelle, mais elle a été réaménagée dans la seconde moitié du XVIe siècle, période à laquelle appartient l'autel, le retable représentant le Transfiguration du Christ , œuvre de Gervasio Gatti, élève de Bernardino Gatti, tandis que sur le côté se trouve un triptyque représentant le Christ prenant congé de la Vierge avec les saints François et Louis d'Anjou, datant des premières décennies du XVIe siècle d'attribution incertaine , pour certains érudits l'œuvre de Bernardino Gatti , pour d'autres de Macrino d'Alba[9].

Dans le bras gauche du transept, au-dessus de la porte latérale, se trouve une grande toile de Francesco Barbieri, peinte vers le milieu du XVIIIe siècle, représentant le triomphe de l'ordre franciscain. Dans le transept, la deuxième chapelle (à l'origine dédiée à Saint Onuphre, dont la statue est encore conservée) conserve un retable de Giovanni Francesco Romani de la première moitié du XVIIe siècle avec l'Assomption de la Vierge, tandis que la première chapelle contient deux peintures du peintre siennois Giovanni Sorbi (première moitié du XVIIe siècle) avec la capture et la flagellation du Christ.

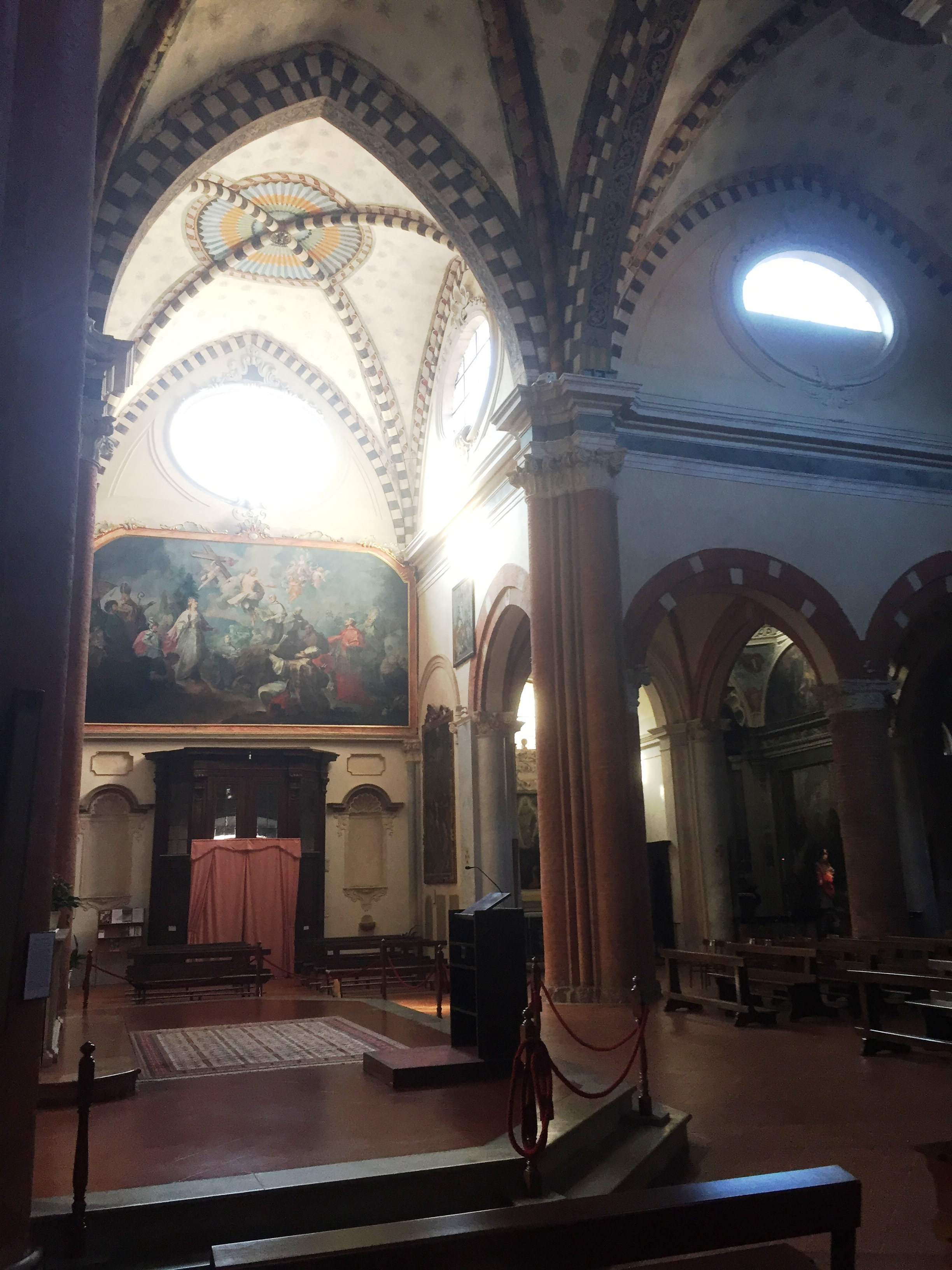
Le transept.

L'autel, où sont conservées une partie des reliques de Saint Epiphane de Pavie (et d'autres, conservées dans une boîte en pierre sculptée datant du VIe siècle et provenant de l'église de Saint Epiphane), est enrichi par le précieux chœur en bois de noyer faite, à partir de 1484, par les frères Giovanni Pietro et Giovanni Ambrogio Donati. Au-dessus du chœur se trouvent deux fresques déchirées, retrouvées lors des restaurations des années 1970: la première, datant du milieu du XIVe siècle, représente la présentation dans le temple, tandis que la seconde, datée entre les dernières années du XIIIe siècle et la premier des suivants, il représente la Vierge à l'Enfant. Dans le presbytère se trouve un grand crucifix en bois du XVe siècle, attribué à Baldino da Surso.
Dans le bras gauche du transept, la première chapelle, dont le patronage appartenait à la famille aristocratique Beccaria, qui conserve la structure romane tardive d'origine, conserve des fresques, réalisées vers 1298 et à forte influence byzantine, représentant saint François, couronné saint et une Vierge à l'Enfant placés sous des édicules architecturaux. À l'intérieur de la chapelle se trouve une statue de Saint François du XVIIIe siècle à l'habit doré. La chapelle adjacente, dédiée à Sainte Catherine, conserve une toile et des fresques du XVIIe siècle.

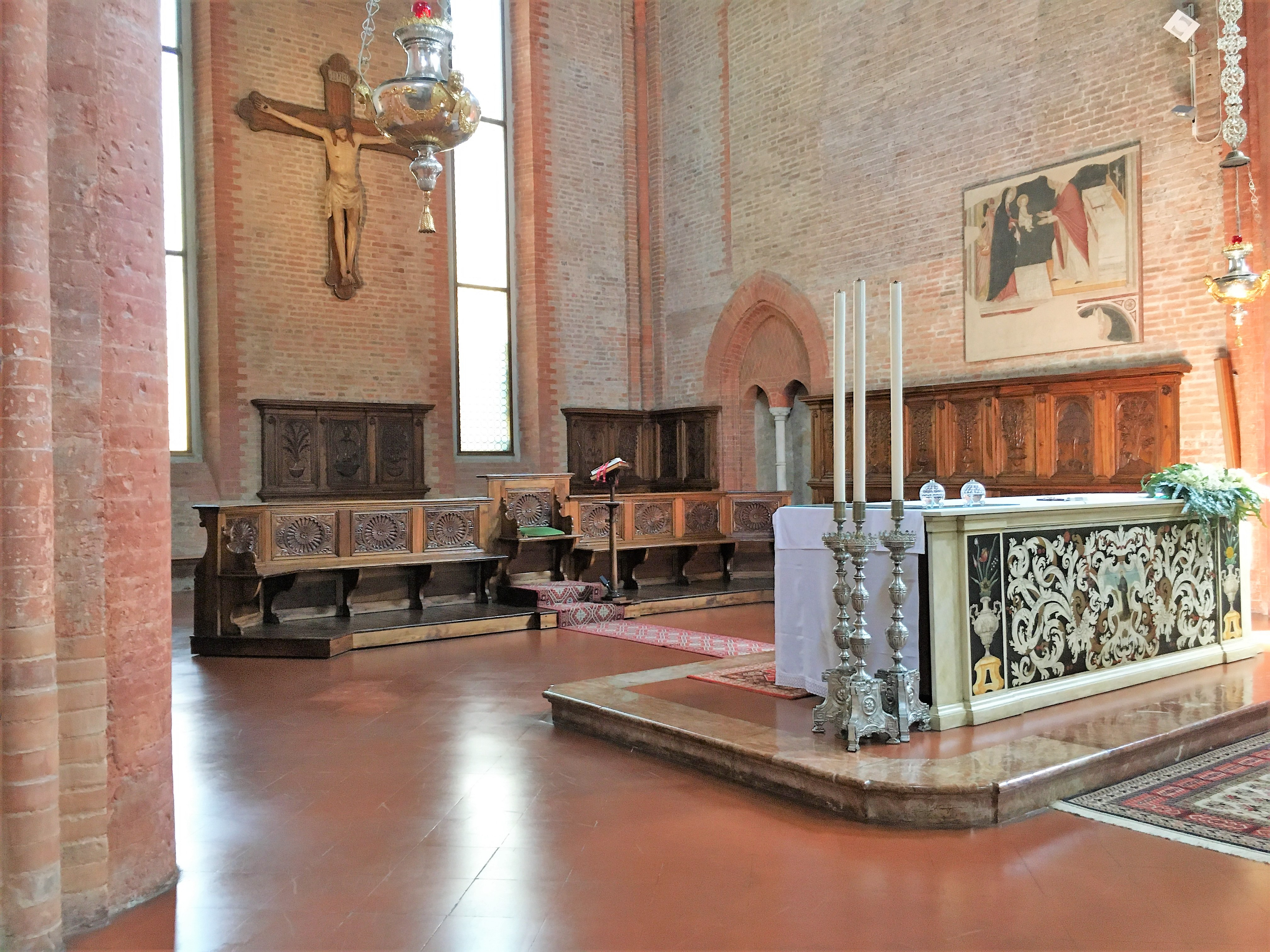
Le maître-autel, avec le chœur et le grand crucifix en bois (tous deux datant du XVe siècle).

Au fond du transept se trouve la chapelle de l'Immaculée Conception, commandée par la Compagnia dell'Immacolata (une confrérie qui avait son siège dans l'église du XVIe siècle à la fin du XVIIIe siècle) et conçue par Giovanni Ruggeri en 1711. La chapelle est décorée de marbres et de bronzes et de précieuses décorations baroques, l'autel, achevé en 1777, a été conçu par Giulio Galliori et conserve un retable représentant la Madone, de Bernardino Ciceri, tandis que le dôme a été décoré de fresques par Pietro Antonio Magatti. Aux côtés de l'autel se trouvent deux chandeliers en bronze coulé et ciselé, de plus de trois mètres de haut et fondus par les Fiocchi à Milan en 1777, qui supportent chacun trois lampes et deux statues en bois doré du XVIIIe siècle, représentant la pureté et l'innocence. La chapelle gardait le trésor de la Compagnie de l'Immaculée Conception, composé d'argenterie, de bijoux et de pierres précieuses, qui fut enlevé par les Français en 1796. Dans la nef gauche de l'église se trouve une grande statue baroque en bois de la Vierge, faite en 1695, que la Compagnie utilisait lors des processions.
Dans la nef gauche, il y a les chapelles suivantes:

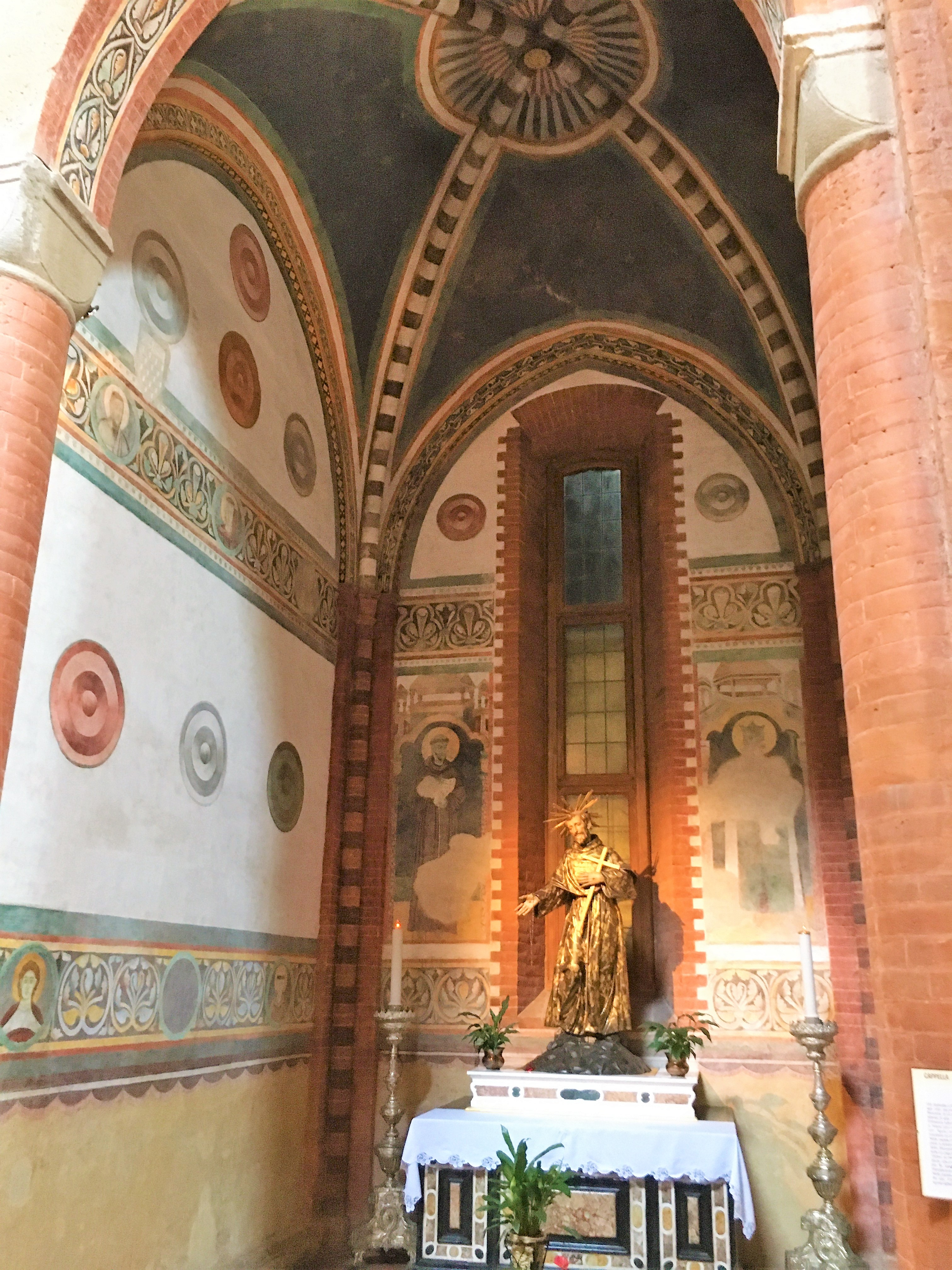
La chapelle de San Francesco, avec des fresques datant de 1298.

- La chapelle de San Francesco, avec des fresques datant de 1298.Chapelle III : dédiée à l'origine à Sainte Marie Madeleine, elle fut dédiée à la Sainte Famille au XVIIIe siècle. La famille aristocratique Pavese de la Pietra avait le patronage de la chapelle, comme en témoignent les riches balustrades baroques ornées de deux lions de bronze (symbole de la famille), mais cela ne suffisait pas, en 1778, pour éviter une longue polémique concernant les décorations. de la chapelle entre Giuseppe Pietra, maréchal général de l'artillerie du royaume de Naples et les frères. Il contient un retable représentant la Sainte Famille de Carlo Antonio Bianchi, tandis que tout le mur gauche est occupé par un stuc du XVIIIe siècle avec Jésus parmi les docteurs du Temple.
- Chapelle I : précédemment dédiée d'abord à Saint Christophe puis à la Madone, elle a ensuite été dédiée à Saint Joseph de Cupertino et conserve un retable (provenant de l'église de saint François de Paule) avec l'Extase de Saint Joseph de Cupertino, une œuvre de 1775 par Carlo Antonio Bianchi[9].

Les quatre premières travées de la nef gauche, sans chapelles, accueillent quatre grandes toiles au mur, provenant de l'église Saint Marc, représentant des épisodes de la vie du saint évangéliste. Deux sont l'œuvre du peintre émilien Antonio Fratacci (XVIIIe siècle), l'un du bolognais Pietro Gilardi, tandis que celui avec le baptême donné par Saint Pierre a Saint Marc a été peint par Pietro Antonio Magatti. Sur le même mur se trouvent également les pierres tombales en marbre du frère Francesco del Mangano de 1469, toujours de style gothique, et celle du frère Francesco della Somaglia (1508).

### Sépultures illustres

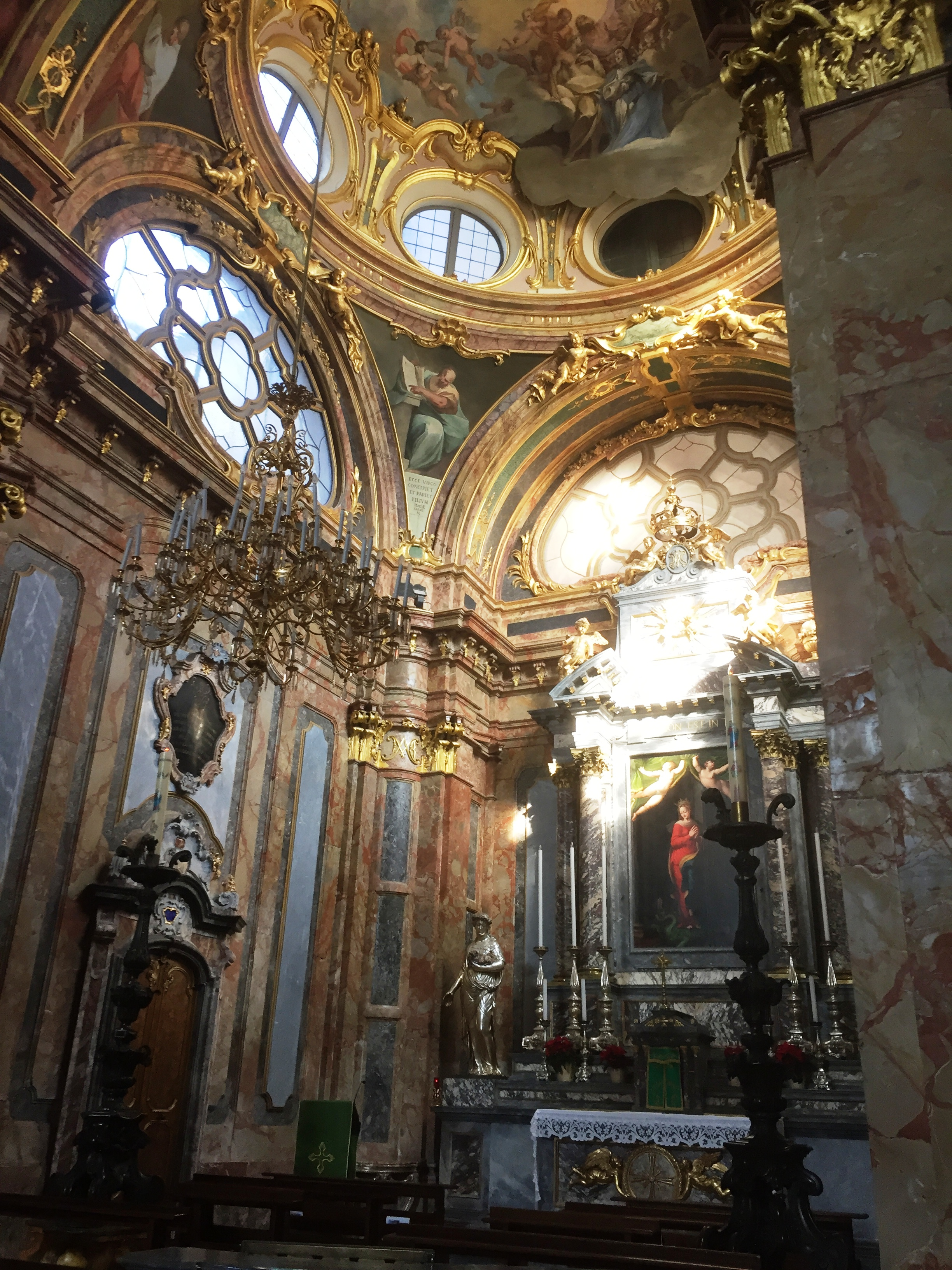
La chapelle de l'Immaculée Conception (XVIIIe siècle).

À partir de l'époque Visconti, l'église a commencé à abriter les sépultures de certains membres de la famille et de personnalités et de courtisans éminents. Presque tous les monuments funéraires ont été, à la suite des diktats du Concile de Trente, éliminés entre les XVIe et XVIIe siècles, tandis que celui de Balde de Ubaldis a été placé en 1790 sur la recommandation de Leopoldo Pollack dans l'une des cours de l'Université. 
- Facino Cane, célèbre condottiero qui a vécu entre le XIVe et le XVe siècle.
- Manfred V de Saluces  (mort 1389/1392).
- Balde de Ubaldis, Pérugien, célèbre juriste et collectionneur des Statuts de Pavie.
- Isabelle de France (+1372) fille du roi de France Jean II le Bon et première épouse de Jean Galèas Visconti.
- Carlo Visconti (+1372) fils de Jean Galèas  Visconti et Isabelle de France.
- Azzone Visconti (+1381) fils de Jean Galèas Visconti et Isabelle de France.
- Giovanni Sforza, frère de Francesco Sforza.